# Ole Hasselbalch
Ole Hasselbalch (født 26. april 1945, død 26. november 2019) var en dansk jurist og forfatter. Han var formand for Den Danske Forening fra 1990 til 2000.
I 2017 blev Hasselbalch udnævnt til æresmedlem i Grundlovsforeningen Dansk Kultur.
I 2019 blev Hasselbalch tildelt Niels Ebbesen Medaljen af Niels Ebbesens Venner.
Onkel til filminstruktør Ask Hasselbalch

## Biografi
- Student fra Falkonergårdens Gymnasium, Frederiksberg, 1963
- Cand.jur., Københavns Universitet, 1969
- Lic.jur., Aarhus Universitet, 1977
- Jur.dr., Stockholms universitet, 1980
- Docent i almen civilret (privatret), sammesteds, fra 1981
- Professor honoris causa, Det internationale institut for økonomi og jura, Moskva, 2001
- Jurist og forskningsleder i Dansk Arbejdsgiverforening, 1969-1985,
- Professor i erhvervsret, Handelshøjskolen i Århus (nu Aarhus Universitet), fra 1986

## Udgivelser
Ole Hasselbalch skrev en lang række bøger og artikler om jura (især arbejdsret og foreningsret) og samfundsforhold. Han skabte med sin licentiatafhandling Ansættelsesret fra 1975 denne juridiske disciplin og bandt med disputatsen Arbejdsretlige Funktioner (1979) og bogen Den Danske Arbejdsret (seneste udgave 2009) arbejdsrettens forskellige grene sammen i denne juridiske disciplins moderne form. Hasselbalch blev fra midten af 1980'erne kendt for sin kritik mod den førte indvandringspolitik. Desuden skrev han om den påvirkningsoffensiv, Warszawapagten førte under Den Kolde Krig, de såkaldte aktive forholdsregler, der blev udført med henblik på at få Danmark løsrevet fra NATO.